# 続有恒
続 有恒（つづき ありつね、1914年12月15日 - 1972年9月25日）は、日本の教育心理学者。
甥（姉の子）に、医学者で東京大学名誉教授の黒川清、都市工学者で東京工業大学名誉教授・筑波大学名誉教授の黒川洸、元NECインターチャネル代表取締役社長・会長の黒川湛がいる。

## 来歴
宮城県出身。1938年東京帝国大学文学部心理学科卒。国立教育研究所員、東北大学助教授、52年名古屋大学教育学部教授、70年「教育評価」で名大教育学博士。57歳で死去。

## 著書
- 『質問紙調査法』同学社 1954
- 『適性 進学・就職・結婚』1964 中公新書
- 『教育評価』第一法規出版 1969 教育学叢書
- 『教育心理学の探求』金子書房 1973

## 共編著
- 『教育心理学実習 調査・統計』正木正共編 同学社 1951
- 『現代の教育心理学 シンポジアム』編 国土社 1956
- 『教育心理学』依田新共編 有信堂 1963
- 『精神発達と教育』編著 第一法規出版 1968 教育学叢書
- 『教育指導』高瀬常男共編著 第一法規出版1972 教育学叢書

## 参考
- デジタル版日本人名大事典:
- 依田新「続有恒教授を偲ぶ (続有恒教授追悼)」『名古屋大學教育學部紀要 教育心理学科』第19号、名古屋大学教育学部、1972年、3-6頁、doi:10.18999/bulfep.19.3、ISSN 03874796、NAID 110000203815。